# Rio Ghiduţ Creek
O Rio Ghiduţ Creek é um rio da Romênia, afluente do Mureş, localizado no distrito de Harghita.